# 劉瑞恆
劉瑞恆（1891年7月12日—1961年8月26日），字月如，直隸南宮縣人，出生於天津市，是中國近代醫學及公共衛生開拓及發展先驅。

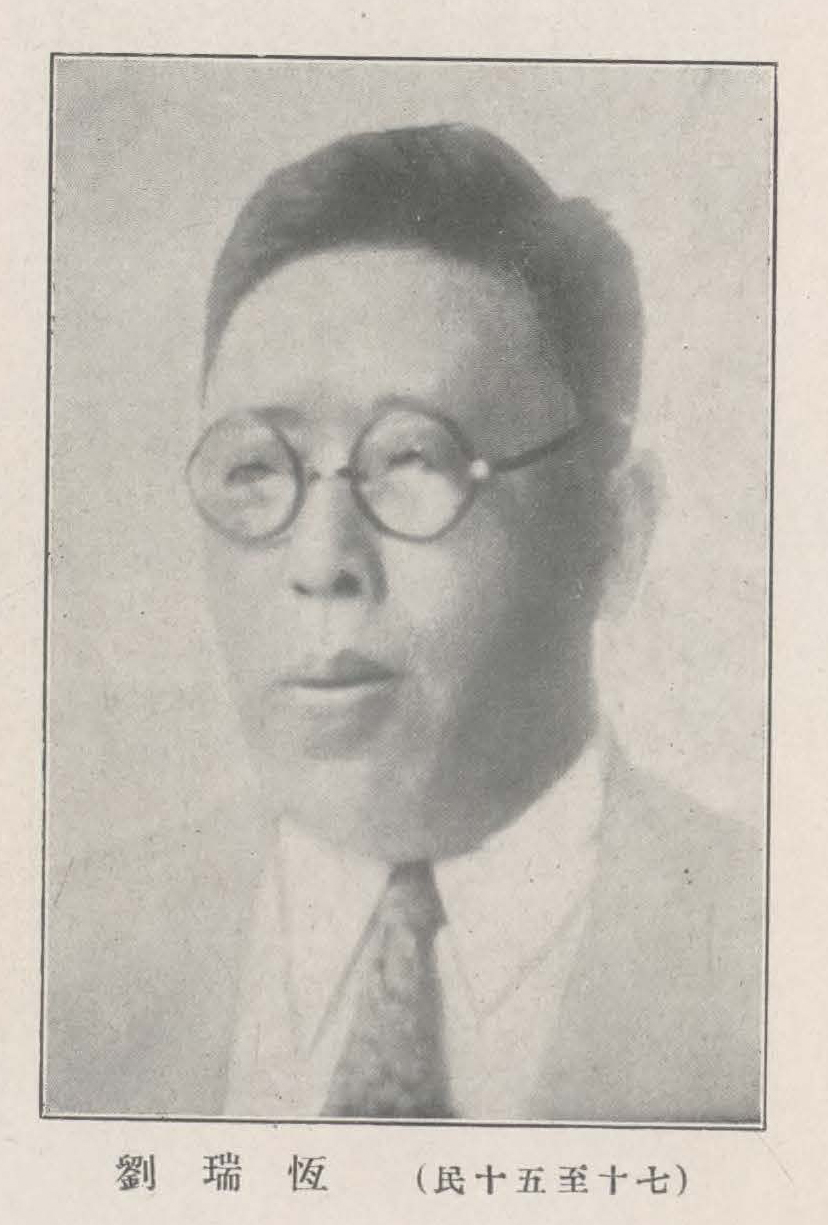

## 生平[2]
劉瑞恆的父親在天津的一座教堂做傳教工作，他在10歲入英國人創辦的新學書院就學，有良好英文基礎。1903年13歲考入北洋大學堂（今天津大學）就讀。1906年直隸總督袁世凱選派青年出國留學，經保送未畢業入哈佛大學讀書。1909年獲哈佛大學理學學士，畢業後入哈佛大學醫學院專政外科；1913年獲哈佛醫學博士學位。
1913-1915年美國波士頓市立醫院任實習醫師。1915年回國在上海紅十字會和中國哈佛醫學院工作，1918年經公共衛生和傳染病學專家北京中央醫院院長伍連德推薦，到北京協和醫學院任外科醫師。
1920-1921年赴美進修專攻癌症外科。1924年通州新生兒頻繁死亡，劉瑞恆派人調查發現原因僅是產後破傷風所致，他對醫院人員進行了簡單的衛生教育培訓解決此一問題，因而決定放棄外科本行，轉而從事公共衛生事業。
1926年3月8日為梁啟超主刀割除右腎，術後解剖此腎發現如櫻桃般的黑點但不是癌症，後被费慰梅誤傳割錯腎。2006年協和醫院舉辦病案展覽，其病歷才說明真相。
1928年10月國民政府衛生部（后改衛生署）於南京成立；1928-1937年歷任衛生部（署）次長、部長、署長。1932年奉命成立軍醫總監部，並擔任總監、軍醫設計監理委員會主任委員，兼陸軍軍醫學校校長。1929-1938年是名義上協和醫學院的校長。1938年辭去部、署職務，在香港建立協和醫藥公司。
1949年去台灣協助發展醫學教育；1959年因病赴美就醫，1961年8月在紐約聖路加醫院逝世，享年71歲。

## 貢獻
- 畢業於美國哈佛醫學博士，出任北京協和醫院第一任華人院長和中華醫學會會長，是位醫學名人、能人。
- 推進和提高醫學教育及公共衛生建設，建議並成立了國立牙醫專科學校、中央護士學校、中央助產學校、中央大學醫學院及衛生教育系、中央衛生人員訓練所等。
- 擔任國民政府衛生部長等系列要職，期間對中國近代醫學發展，在公共衛生、醫學教育、國際交流等方面做了大量工作
- 抗戰期間積極為國效力在醫療勤務保障上有一定建樹；
- 晚年在台灣仍為地區醫療衛生事業做貢獻。

## 爭議
- 劉瑞恆不同意將孫中山遺體存放於北京協和醫院。
- 衛生部副部長劉瑞恆排斥中醫，在1929年2月主持南京召開第一屆中央衛生委員會，與會17人中沒有一位中醫，並在這次會上通過了廢止中醫案。
- 杜聰明創立高雄醫學院時，未有校地即開始招生，悖於法令規定，然而當時教育部長張其昀因杜聰明在醫學與政治圈的聲望為信任基礎而特准招生。劉瑞恆對此事不滿並行文教育部，指出若教育部不命令高雄醫學院關門，他將不分配美援給教育部。

## 延伸阅读
[在维基数据编辑]
 《游美同學錄·劉瑞恒》，出自《游美同學錄》